# Đồng del Vietnam del Nord
El Đồng va ser la moneda del Vietnam del Nord del 3 de novembre de 1946 al 2 de maig de 1978. Es dividia en 10 hào, que al seu torn se subdividien en 10 xu.

## Història
El primer đồng emès pels comunistes que controlaven el nord del Vietnam es va introduir el 31 de gener de 1946 i va substituir el piastre indoxinès francès. Va tenir dues revaloracions. El 1951, el segon đồng es va introduir a un ritme de 1 đồng de 1951 = 100 đồng de 1946. No obstant això, algunes fonts diuen que hi va haver dues revaloracions consecutives el 1951 i el 1953, cadascuna amb un factor de 10. El 1954, es va convertir en la moneda del recentment reconegut estat del Vietnam del Nord, amb un tipus de canvi al piastre que encara circulava i al đồng sud vietnamita de 32 đồng = 1 piastre o đồng del Vietnam del Sud. El 1956, el đồng es va fixar al iuan renminbi xinès a un ritme d'1,47 đồng = 1 yuan.
El 28 de febrer de 1959, un altre đồng va substituir el segon a un ritme d'1 đồng 1959 = 1000 đồng de 1951. El 1961 es va establir un tipus de canvi amb el ruble soviètic, amb 3,27 đồng = 1 ruble. El 3 de maig de 1978, després de la unificació del Vietnam, el đồng també es va unificar. 1 đồng nou = 1 đồng del nord = 0,8 đồng d' "alliberament" del sud.

## Monedes

### Đồng de 1946
El 1946 es van emetre monedes d'alumini de 20 xu, 5 hào i 1 đồng i de bronze de 2 đồng, amb les monedes de 20 xu datades el 1945. Aquestes van ser les úniques monedes emeses per a aquests valors, ja que no es van emitir al đồng de 1951.
|  |  | 20 xu  | alumini | Estrella        | Denominació           |
|  |  | 5 hào  | alumini | Urna cerimonial | Denominació           |
|  |  | 1 đồng | alumini | Hồ Chí Minh     | Denominació           |
|  |  | 2 đồng | bronze  | Hồ Chí Minh     | Estrella; denominació |

### Đồng de 1958
El 1958 es van introduir monedes d'alumini perforades amb denominacions d'1, 2 i 5 xu. Aquestes van ser les úniques monedes emeses amb aquests valors.
|  |  | 1 xu | Alumini | Un emblema de disseny similar a l'escut del Vietnam del Nord; Nước Việt Nam Dân Chú Cộng Hòa | Ngân Hàng Quốc Gia Việt Nam; denominació; data |
|  |  | 2 xu | Alumini | emblema de disseny similar a l'escut del Vietnam del Nord; Nước Việt Nam Dân Chú Cộng Hòa    | Ngân Hàng Quốc Gia Việt Nam; denominació; data |
|  |  | 5 xu | Alumini | emblema de disseny similar a l'escut del Vietnam del Nord; Nước Việt Nam Dân Chú Cộng Hòa    | Ngân Hàng Quốc Gia Việt Nam; denominació; data |

## Bitllets

### Đồng de 1946
El govern va emetre dues formes de paper moneda per a aquesta moneda, "bitllets vietnamites" (Giấy Bạc Việt Nam) i "Bbtllets de crèdit" (Tín Phiếu). El 1946, es van introduir bitllets amb denominacions de 20 i 50 xu i 1, 5, 20, 50, 100 đồng, juntament amb notes de crèdit per 1 đồng. Aquests van estar seguits el 1948 per bitllets de 10 đồng i bitllets de crèdit de 20 đồng, el 1949 es van afegir bitllets de 500 đồng i bitllets de 5 i 50 đồng i el 1950 bitllets de 200 đồng i bitllets de 100, 500 i 1000 đồng.

### Đồng de 1951
El 1951, el Banc Estatal del Vietnam (Ngân hàng quốc gia Việt Nam) va introduir bitllets de 20, 50, 100, 200, 500 i 1.000 đồng, i va afegir bitllets de 5.000 đồng el 1953. Aquestes van ser l'única moneda en circulació entre 1951 i 1958.

### Đồng de 1959
El 1958, el Banc Estatal va introduir bitllets per a 1 xu, 1, 2 i 5 hào, 1, 2, 5 i 10 đồng. El 1964, el Banc Estatal del Vietnam (Ngân hàng Nhà nước Việt Nam) va introduir bitllets de 2 xu, seguits de 5 xu, 1 i 2 hào el 1975.

## Galeria

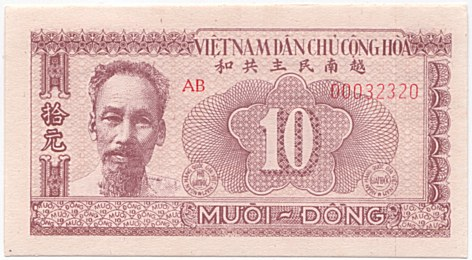
10 Dong (1951), front
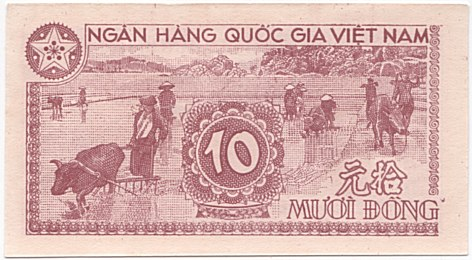
10 Dong (1951), revers
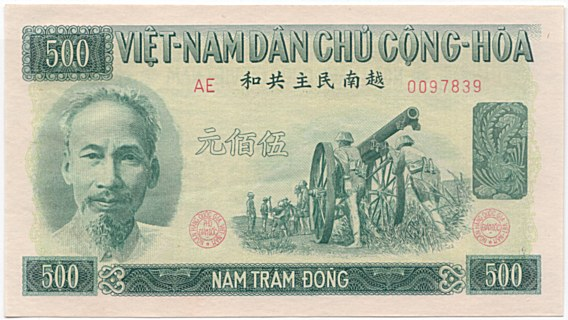
500 Dong (1951), front
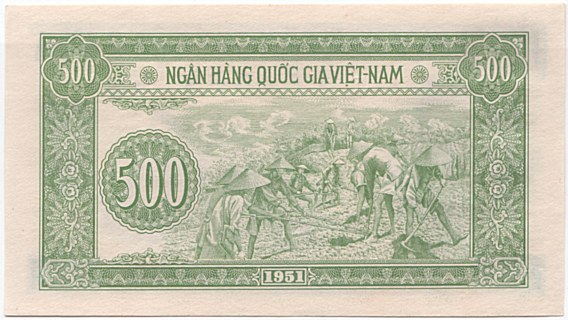
500 Dong (1951), revers
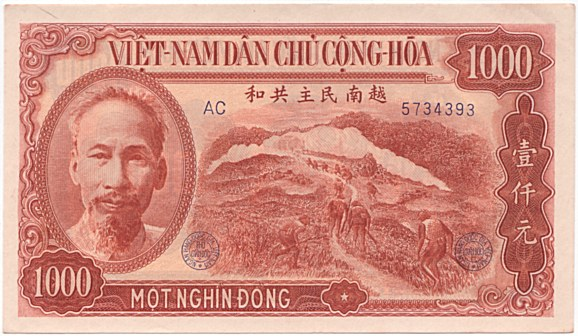
1000 Dong (1951), front
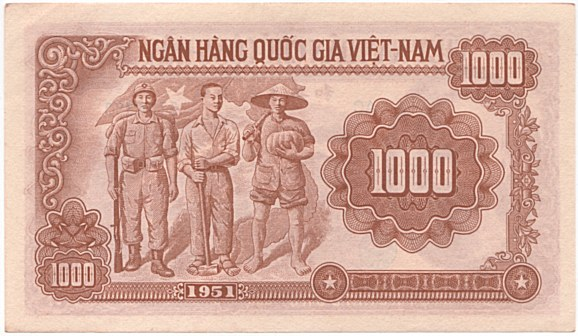
1000 Dong (1951), revers
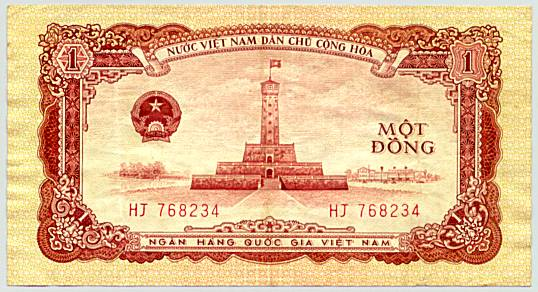
1 Dong (1958), front
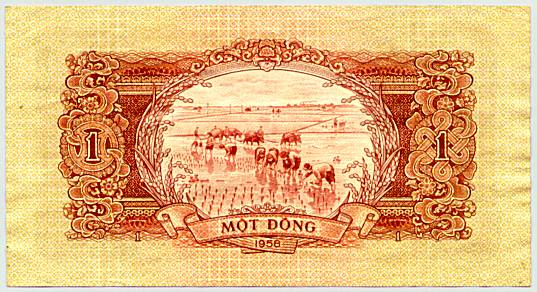
1 Dong (1958), revers
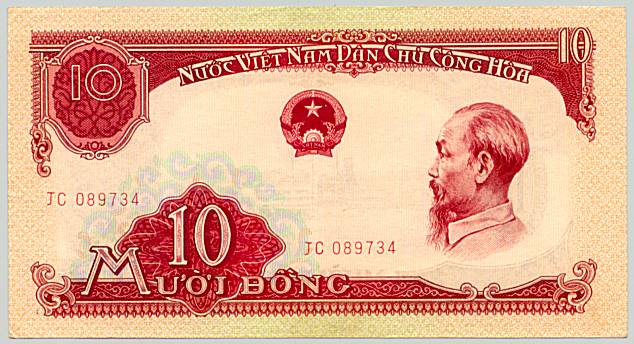
10 Dong (1958), front
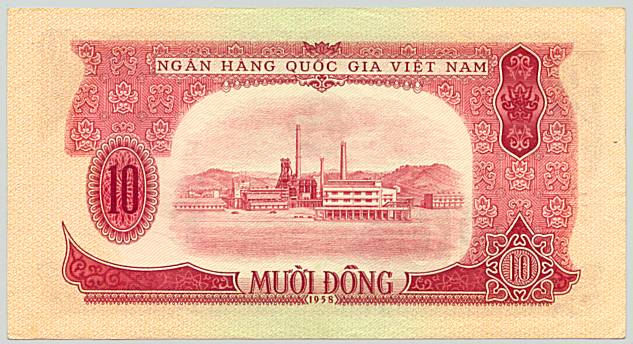
10 Dong (1958), revers